# Список персонажей манги «Берсерк»
Эта статья посвящена аниме и манге Берсерк.

## Банда Сокола (старая)
Непобедимый отряд наёмников, основанный Гриффитом. Известны тем, что не потерпели ни одного поражения. Среди них очень много молодых наёмников. После победы над империей Тюдор, были переименованы в рыцарский отряд Белых Фениксов. Символ отряда — щит с крылатым мечом. Однако, после ухода Гатса и пленением Гриффита, на банду объявили охоту. Все кроме Гатса, Каски и Рикерта погибли во время Затмения.

### Гатс
Гатс (яп. ガッツ гатцу) — главный герой аниме и манги. Высокий, мускулистый, черноволосый мужчина, всю жизнь предпочитавший сражаться неестественно огромным мечом. В период эпохи Золотой Век наёмник, командир авангарда Банды Сокола, также возглавлял её рейдовые партии. Был лучшим другом Гриффита. В других эпохах Гатс также известен как Чёрный мечник — одинокий охотник на демонов, в то же время носящий метку их жертвы на шее. Вооружённый поражающим воображение мечом Убийца драконов длиной под два метра, он путешествует, в поисках то ли мести, то ли спасения. У Чёрного мечника нет правого глаза и левого предплечья, на месте которого находится протез, скрывающий маленькую ручную пушку и скорострельный арбалет. Сумел пережить Затмение — ритуал жертвоприношения демонам Банды Сокола, потеряв глаз и руку и получив метку жертвы, а его возлюбленная Каска лишилась рассудка. Придя в себя, Гатс принимает решение отомстить апостолам Руки Бога и Гриффиту. 2 года Гатс бродя по континенту, убивая апостолов, а также нежить и духов, привлекаемых его меткой жертвы. На самого же Гатса объявлена охота Церковью. По его следам следует отряд Рыцарей Святых Железных Цепей, который настигает его, обессиленного, после стычки с очередным Апостолом. Гатсу удаётся сбежать, но вскоре он узнаёт, что Каска, оставленная им у Годо, сбежала, и он отправляется по её следам на Святую Землю — в Альбион. Там он освобождает Каску из рук Церкви и становится свидетелем возрождения Гриффита. После недолго путешествия, Гатса на какое-то время берёт вверх Зверь Тьмы и чуть не убивает Каску, из-за этого она его возненавидела. Вскоре к ним присоединяются Фарнеза и Серпико, бывшие Рыцари Святых Железных Цепей а также Исидро, мальчик ушедшей из своей деревни, ради приключений. В разгар своего путешествия, они попадают в Усадьбу хозяйки Духовного Дерева, Флоры и её ученицы Ширке. Предвидя их прибытие, Флора предлагает создать талисманы, способные подавить эффект клейма Гатса и Каски, в обмен на помощь Ширке в устранении угрозы троллей деревни Еноха. В их пещере Гатс встречает Слан, но его спасает Рыцарь-Череп. После решении проблемы, Гатс на мгновение падает на землю, получив астральную рану на груди от увечий, нанесённых ему ранее Слан. Как только Ширке обнаруживает внезапное нарушение барьера особняка, клеймо Гатса начинает сильно кровоточить. Достигнув территории особняка, группа становится свидетелем пылающего Духовного Дерева, а также множества вторгшихся апостолов на территорию. Гатсу снова помогает Рыцарь-Череп, который помогает ему против апостолов, прежде всего, для поддержки Флоры. Они встречаются с Зоддом и его товарища-апостола Грюнбельдом, тот наряду с другими являются воином Банды Соколов, что шокирует Гатса. Обрадованный тем, что нашёл достойного противника в лице Чёрного мечника, но недоволен ослабленной демонстрацией силы Гатса и решает устранить его. С помощью Ширке он может скрыться в сокровищнице под деревом, где его товарищи облачили его раненное тело в доспехи Берсерка. Обладая успокаивающим действием от боли и подавляющими способностями, дарованными бронёй, Гатс способен решительно превзойти Грюнбельда в битве. Во время борьбы, он начинает терять контроль над собой, увлекаясь огромной мощью доспехов в сочетании с его внутренней тьмой. Только после того, как Ширке погружается в его подсознание, Гатс восстанавливает свой разум. Затем Флора в последний раз помогает Гасту и его товарищам сбежать. После этого Ширке и её подруга-эльф Ивалера, присоединяются к ним. Спустя почти месяц он встречает Рыцаря-Черепа и говорит Гатсу и его спутникам нужно отправится на поиски Эльфхейма, страну эльфов, чья королева, сможет помочь Каске вернуть рассудок и предупреждает насчёт доспехов. После его ухода группа встречает таинственного мальчика, который появляется словно из ниоткуда и проявляет особый интерес к Гатсу и Каске. Прибыв в Вританнис, группа начинает искать корабль для отплытия в Скеллиг, но безрезультатно, так как большинство городских кораблей были реквизированы в ходе военных действий Святого Престола против Кушан. Желая быть полезной своим товарищам, Фарнезе намеревается воссоединиться со своей семьёй Вандимионов в городе, которая в ответ предлагает покрыть все расходы на плавание отряда в качестве награды за безопасное возвращение Фарнезе. Любопытствуя об истинном желании Фарнезе и не желая терять главного смотрителя Каски, Гатс пытается присутствовать на балу военного времени, чтобы встретиться с ней. Гатс и другие входят на бал, но вскоре, перед собравшимися появляется туманное облако апостола, который представляется как кушанский император Ганишка и официально объявляет войну Альянсу Святого Престола. Во время битвы с кушанами, Гатсу пришло объединить силы с Зоддом, чтобы одолеть императора. После битвы благодаря Родерику, жениху Фарнезы, Гатсу и группе, удалось найти корабль в Скеллиг. На борту Морского Конька в Западном море Гатс и члены его команды становятся свидетелями внезапного преображения мира и рождения Фантазии, которая приводит к слиянию физического и астрального царств в один глобальный Промежуток. После рождения Фантазии, команда дважды подвергалась атаке Костоборода и его команды, их вторая встреча, в которой Морской Конёк получает значительный урон от их корабля-призрака. Команда пришвартовывается на удалённом острове для ремонта, хотя вскоре они понимают, что все жители острова, кроме одного, такие как Костобород и его команда, на самом деле являются трансформированными человеческими щупальцами Морского Бога. За свои усилия по победе над Морским Богом, русалки предлагают сопроводить команду Морского Конька в Скеллиг. После прибытия на Скеллиг и возвращении рассудка Каски, Гатс вынужден не попадаться на её поле зрение, иначе воспоминаний о затмении, вызовут у неё шок. Вновь встретив Рыцаря-Черепа, они вместе с Гендфрингом идут к создателю доспехов — Ханарру, который при помощи них показывает прошлое Рыцаря-Черепа, который пережил Затмение, как и Гатс. Вечером он встречает Лунного мальчика и отводит его к остальным. Сам мальчик не исчез, как в прошлый раз из-за разнице во времени на острове и остается тут, где Гатс и группа заботятся о нём и играют с ним. Через какое-то время на его глазах мальчик становится Гриффитом. 
Сэйю — Нобутоси Канна, Хироаки Иванага.

### Гриффит
Гриффит (яп. グリフィス гурифису) — лидер Банды Сокола. Цель его жизни — стать правителем собственной страны. Жертвовал всем ради этой цели. Необычайно красив, умён и коварен. Мастерски владеет рапирой. По его словам, уважает людей, которые стремятся к своей мечте. Остальные же не более чем «инструменты в достижении его цели». Пытался захватить власть над Мидландом, однако всегда стремился сделать это максимально легитимно и оставаясь популярным в народе. За заслуги был пожалован званием лорда-протектора. Руками Гатса уничтожил участников заговора против себя, включавшего также королеву, брата короля и министра финансов. Однако череда успехов Гриффита прерывается после того, как Гатс побеждает его в поединке за свою свободу, не желая быть больше инструментом в руках Гриффита. Потеряв самообладание, Гриффит соблазняет единственную дочь короля, принцессу Шарлотту, за что попадает в заточение лишь потому, что Шарлотта была объектом вожделения родного отца. Спустя год его освобождают командиры Отряда Сокола во главе с Гатсом и Каской. Однако год, проведённый в темнице под постоянными пытками настолько истощили Гриффита, что он уже никогда не смог бы возглавить Банду Сокола снова, а был бы вынужден влачить существование немощного калеки до конца дней. После того, как Гриффит случайно узнаёт о том, что Гатс снова собирается покинуть Соколов, он впадает в отчаяние и издаёт крик души, который активирует Бехерит. Бехерит вызывает Затмение и призывает Руку Бога — четырёх высших апостолов, которые предлагают Гриффиту пожертвовать всем, что ему дорого и присоединиться к ним. Не в силах отказаться от своей мечты, Гриффит принимает это предложение и приносит в жертву Банду Сокола, чтобы переродиться в пятого апостола Руки Бога — Фемто. Чтобы показать, что между ним прошлым и нынешним «все мосты сожжены», насилует Каску на глазах у Гатса, от чего они становятся вечными врагами. После ритуала в Башне Осуждения, благодаря Апостолу-Яйцу, получает телесную оболочку, самой оболочкой послужило тело Дитя-Демона. Вскоре после Церемонии Воплощения, Гриффит воссоединяется с Рикертом и Гатсом на Холме Мечей, где он говорит, что даже в океане могильных знаков своих жертвенных товарищей, он ничего не чувствует. Гриффит отправляется в западный Мидленд, город Шет, один из многих в осаде Кушан. Появившись в комплексе на коне, словно из воздуха, Гриффит подходит к генералу отряда и убивает его пронзая в глаз. Четыре апостола вскоре истребляют весь кушанский отряд, а затем преклоняют колени перед Гриффитом в клятву верности. После своего этого, создаёт новый отряд, состоящий из апостолов. После победы над кушанами и Императором Ганишкой, создаёт свою столицу — Фальконию, где он должен стать новым королём Мидланда. После победы над гигантами, во время полнолуния Гриффит не по своей воли превращается в Лунного Мальчика и после его окончания, вновь возвращает свой облик и встречает Гатса и Каску на острове. 
Сэйю — Тосиюки Морикава, Такахиро Сакураи.

### Каска
Каска (яп. キャスカ кясука) — наёмница, одна из командирш Банды Сокола. Когда-то Гриффит спас Каску от дворянина-насильника, и с тех пор она невероятно предана своему командиру и готова ради него на всё. Долгое время ненавидела Гатса, но затем полюбила его. После того, как Гриффита заточили в темницу, Каска целый год возглавляла Банду Сокола и не оставляла попыток освободить командира. Пережив Затмение, Каска лишилась рассудка, не выдержав как смерть товарищей, так и то, что с ней сделал Гриффит, став Фемто. Как у одной из последних выживших членов старого отряда Сокола, она носит метку жертвы и является желанной добычей для демонов. Сначала Каска привязалась к Гатсу, признав его защитной фигурой. Но после того, как он на мгновение становится одержим Зверем Тьмы и чуть не душит её до смерти, она начала постоянно боится его и начинает уходить от его близости. Только когда Фарнезе, Серпико и Исидро находят и сопровождают их в своих путешествиях, Каска начинает снова открываться, особенно для Фарнезе, которая после этого становится её смотрителем. После прибытия на остров Скеллиг вернула себе разум с помощью королевы эльфов, Ширке и Фарнезы, но из-за воспоминаний о Затмении, не может видеться с Гатсом. Когда Гатс приводит Лунного Мальчика, она радуется его встречи и говорит остальным что помнит его, пока была лишена рассудка. Какое-то время она с остальными живёт и заботятся о ребёнке до того, как на её глазах и Гатса не становится Гриффитом.
Сэйю — Юко Миямура, Тоа Юкинари.

### Другие члены
- Джудо (яп. ジュドー дзюдо:) — был одним из самых ценных бойцов в первой Банде Сокола за счёт своего умения читать людские эмоции. Именно поэтому догадался о чувствах Гатса и Каски даже раньше, чем они сами. Тихий, спокойный и практичный человек, отличный товарищ. Любил Каску, но скрывал свои чувства. Мастерски обращался с различными видами оружия (в частности с метательными ножами), обладал познаниями в медицине и вообще был весьма разносторонней личностью. Погиб при затмении, до последнего пытаясь спасти Каску.
Сэйю — Акира Исида, Юки Кадзи.
- Пиппин (яп. ピピン пипин) — флегматичный молчаливый силач, один из лучших бойцов Банды Сокола. Его сила и поразительная интуиция нередко оказывали соколам неоценимую услугу на поле боя. До того как примкнуть к Гриффиту был шахтёром. Погиб при Затмении, чтобы дать Джудо время для попытки спасти Каску.
Сэйю — Амада Масуо, Такахиро Фудзивара.
- Коркус (яп. コルカス корукасу) — бывший главарь банды разбойников, которая была уничтожена Бандой Сокола. Один из первых и самых верных соратников Гриффита. Восхищался им. На протяжении всех лет недолюбливал Гатса. Погиб при Затмении, сойдя с ума и считая что всё происходящее лишь «ночной кошмар», после чего дал себя убить апостолу-Соблазнительнице.
Сэйю — Томохиро Нисимура, Ёсиро Мацумото.
- Рикерт (яп. リッケルト риккэруто) — мальчик, один из 3 выживших после трагедии во время Затмения. Позже в качестве ученика долго жил у кузнеца Годо, который выковал меч Гатса Убийца Драконов. Сам стал неплохим кузнецом. После Преображения Мира, Рикерт с Эрикой подались в Фальконию, но не желая жить под властью Гриффита, из-за смерти товарищей по его вине, сбегает из города вместе с Эрикой и кушанами.
Сэйю — Акико Ядзима, Минако Котобуки.
- Гастон — заместитель Гатса и его близкий друг. Мечтал открыть магазин одежды в Виндхейме, но когда Банда Сокола попала в опалу, бежал вместе с остальными. Как и почти весь отряд погиб во время Затмения. 
Сэйю — Масахито Каванаго, Кадзуки Яо.

## Спутники Гатса
- Пак (яп. パック пакку) — эльф, потомок духов ветра, первый спутник Гатса[1]. Лечит его после боя и оказывает разного рода мелкие услуги. В Берсерке эльфов могут видеть только непредубеждённые люди (к ним не относится, например, духовенствующие). Всюду следует за Гатсом и играет немаловажную роль в его жизни: вылечивая его раны с помощью своей пыльцы и просто помогая в трудную минуту, в каком-то смысле не позволяет Гатсу окончательно пасть во тьму. Постоянно пререкается с Ивалерой. Родом с острова Скеллиг.
Сэйю — Юрико Футидзаки, Каору Мидзухара.
- Фарнеза де Вандимион (яп. ファルネーゼ фарунэ:дзэ) — была крайне испорченным и избалованным ребёнком, и в итоге выросла в очень жестокую молодую девушку с садисткими наклонностями. В конечном счёте её репутация стала настолько ужасной, что она была сослана своим отцом в монастырь, где после нескольких лет строгой дисциплины она приобрела славу религиозной фанатички. В восемнадцать лет по воле отца стала командиршей Рыцарей Святой Железной Цепи (их командиром по традиции должна быть женщина). Но фактически её садистские наклонности сменились мазохистскими, она получала удовольствие от самобичевания во время молитв и религиозного экстаза и сцен сожжения еретиков . После событий у Башни Возмездия дезертировала с должности командирши Рыцарей Святой Железной Цепи и отправилась вслед за Гатсом. Долгое время считала себя бесполезной в команде, так как она могла лишь оберегать Каску, однако все это очень ценили. Фарнеза восхищается Ширке. Это можно объяснить тем, что вскоре Фарнеза попросила Ширке обучить её магии, на что дала ей разрешения. В ходе путешествия к острову Скеллиг её характер кардинально изменился. На Скеллиге она вместе с Ширке проникают в разум Каски и восстанавливает его. После этого Фарнеза продолжает обучаться магии, но уже вместе с другими магами на острове.
Сэйю — Юко Гото, Ёко Хикаса.
- Серпико (яп. セルピコ сэрупико) — паж и телохранитель Фарнезы. Кроме того, приходится ей единокровным братом, однако он держит это в тайне. Готов оберегать свою сестру и госпожу ценой собственной жизни, даже несмотря на то, что она вынудила собственноручно сжечь на костре инквизиции его мать, после чего он приобрёл страх перед огнём. Серпико хладнокровен, чрезвычайно умён и расчётлив, отличный тактик и превосходный фехтовальщик[2]. Дважды пытался убить Гатса, хотя уважает его и считает лучшим товарищем в бою.
Сэйю — Такахиро Мидзусима, Кадзуюки Окицу.
- Исидро (яп. イシドロ исидоро) — подросток, сбежавший из родной деревни в поисках славы и приключений. Будучи сам по себе промышлял воровством. Увидев Гатса в бою, был впечатлён его мощью и мастерством мечника и решил присоединиться к нему. Несмотря на свой юный возраст, Исидро весьма сообразителен, чрезвычайно ловок и превосходно орудоет с обеими руками.
Сэйю — Хироюки Ёсино, Хиро Симоно.
- Ширке (яп. シールケ си:рукэ) — девочка, спутница Гатса, владеющая магией. Воспитанная в лесу престарелой волшебницей Флорой, давней подругой Рыцаря-черепа, после разрушения своего дома присоединилась к отряду Гатса. По просьбе Фарнезы обучала её основам магии. Способна возвращать Гатса в нормальное состояние, когда он теряет контроль над доспехами Берсерка.
Сэйю — Ногами Юкана, Тива Сайто.
- Ивалера (Evarella) — эльф, спутница Ширке. Как и все эльфы, несдержанна и чрезвычайно болтлива.
Сэйю — Юкари Тамура, Сатоми Араи.
- Азан — рыцарь Святых Железных Цепей, заместитель Фарнезы. Получил прозвище Рыцарь моста, за то, что в одиночку смог сдержать отряд и пропустить старика на мосту через реку. Воин, в лучшем понимании этого слова — безжалостен к врагам, милосерден к побеждённым, обладатель кодекса чести. Великолепно владеет боевым посохом. После разрушения Башни Правосудия и гибели почти всех рыцарей Святых железных цепей был с позором изгнан из Ватикана. Присоединился к Гатсу и его спутникам. Служит матросом на палубе и обучает Исидро боевым приёмам.
Сэйю — Хироки Ясумото.
- Магнифико де Вандимион — младший сын Федерико, помощник своего отца в компании. Амбициозен, недоволен своей ролью, считает, что достоин большего. При этом достаточно трусоват, как воин. Хороший друг Родерика Штауффена, за которого сосватал Фарнезу. После неудачного объявления о их помолвке сбежал с Фарнезой, во избежание отцовского гнева. Является объектом постоянных шуток Пака.
- Родерик Штауффен — принц королевства Иф, третий в очереди наследников трона. Капитан флота, командир корабля Морской конёк, прославившийся победой над пятью фрегатами империи Тюдор. Давний друг Магнифико де Вандимиона и жених Фарнезы. Смелый и отважный боец, опытный моряк. Взялся отвести Гатса и его товарищей на эльфийский остров Скеллиг.
- Исма — девушка с отдалённого острова, дочь рыбака и русалки. Взошла на борт корабля и помогла в сражении против морского бога. Добрая, весёлая, энергичная. Хорошо ныряет и плавает. Эксгибиционистка, к большой радости Исидро. Исчезла после разрушения острова Скеллиг в результате появления Гриффита.

## Банда Сокола (новая)
После возрождения Гриффит создал новый отряд, в который вошли многочисленные апостолы, а также воины Мидланда и пленные кушанцы, которым дали «третий шанс».
- Зодд (яп. ゾッド Дзоддо) или Бессмертный Зодд (Nosferatu Zodd) — величайший воин всех времён, апостол. Последние 300 лет неустанно сражается, пытаясь отыскать человека, который мог бы с ним сравниться в воинском искусстве. Апостольская форма — минотавр с увенчанной рогами головой (позже один рог был отрезан Гриффитом), львиной мордой и копытами на задних ногах (может отращивать огромные крылья, похожие на крылья летучей мыши). Противник всей его жизни — Рыцарь-Череп. Гатс также является его врагом. Начал служить Гриффиту после того, как потерпел поражение в схватке с ним. 
Сэйю — Кэндзи Уцуми, Кэнта Миякэ.
- Грюнбельд (яп. グルンベルド Гурунбэрудо) — апостол, командующий гигантами новой банды Сокола. По виду похож на человека, однако даже в людском обличье выше Гатса по крайней мере в 2 раза. Апостольская форма — огромный огнедышащий дракон, покрытый корундовой чешуёй. О прошлом Грюнбельда известно немного. Легенда гласит, что в ходе столетней войны он, возглавляя отряд лишь из трёх тысяч воинов, в течение 10 лет оборонял небольшую северную страну от полномасштабного вторжения войск империи Тюдор, а потом погиб. В бою использует нечто похожее на щит, но с пушкой внутри (как у Гатса в запястье), и подобие молота. За свирепость в сражениях и ярко-рыжие волосы Грюнбельд получил прозвище Пламя Дракона.
Сэйю — Тэссё Гэнда, Киёюки Янада.
- Локус (яп. ロクス Рокусу) — он же Рыцарь Лунного Света. Апостол. В прошлом прославленный герой о подвигах которого слагали легенды. В битвах и на рыцарских турнирах снискал себе славу непобедимого. Апостольская форма — металлический кентавр с угловатым телом. После Знамения о пришествии Сокола нашёл Гриффита и примкнул к нему. Сейчас Локус — командир тяжёлой конницы новой банды Сокола. Также он отвечает за подготовку новобранцев в армии Гриффита. 
Сэйю — Сёго Накамура.
- Ирвин (яп. アーヴァン А:вайн) — апостол, командир лучников в новой Банде Сокола. Апостольская форма — существо, похожее на огромного козла с пышной шерстью и длинными рогами, соединенными тетивой (верхняя человекоподобная половина тела Ирвина растет у козла из крестца, перед хвостом.) Стреляет без промаха на огромные расстояния. Его глаза лишены зрачков, однако на его луке присутствует нечто похожее на человеческий глаз.
- Ракшас (яп. ラクシャス Ракусясу) — апостол. Держится особняком и действует в одиночку. Когда-то состоял в клане Бакирака, однако был изгнан оттуда за нарушение правил. Носит чёрное одеяние и белую маску с тремя прорезями для глаз. Апостольская форма — человекоподобное существо, носящее белую маску и просторный чёрный плащ с истрепанными краями, прикрывающий все тело.
Сэйю — Масаси Ногава.
- Боркофф — апостол. Член тяжёлой конницы новой Банда Сокола, по видимому, нередко выступающий в роли тарана. Известен тем, что это он вцепился в левую руку Гатса во время Затмения из-за чего он её отрубил, чтобы спасти Каску от насилия со стороны Гриффита. Апостольская форма — большая саламандра с шестью ногами, хвостом похожим на булаву, и телом покрытое толстой темной чешуей.
- Соня (яп. ソーニャ Со:ня) — девушка, спасённая Гриффитом и апостолами во время нападения Кушана. Талантливая ясновидица, верная сторонница Гриффита[3]. Восхищается им и в восторге от своего нового положения в Банде Сокола. Влюблена в Гриффита.
Сэйю — Ёсино Нандзё.
- Мьюл Вольфлейм (яп. ミュール Мию:ру) — молодой дворянин Мидланда, сражавшийся с кушанами в составе одного из партизанских отрядов. После спасения Отрядом Сокола, присягнул на верность Гриффиту, потрясённый его харизмой. В отряде является телохранителем Сони.
Сэйю — Мицуки Сайга.
- Шариф — кушан, взятый в плен Отрядом в одном из боев. Воспользовался «третьим шансом» — возможностью примкнуть к Банда Сокола и стал членом разведки. Помог лорду Лабану вывести жителей из Виндхейма.

## Известные апостолы
- Вьяльд — был главарём банды Чёрных Псов. Апостольская форма — огромная обезьяна с тремя глазами на теле. Его банда считалась одной из сильнейших, уступая только Соколам. Король Мидланда послал его вместе с Чёрными Псами в погоню за вызволенным из тюрьмы Гриффитом. После долгого боя с Гатсом был сильно ранен, после чего появился Зодд и добил его.
Сэйю — Кунихиро Кавамото.
- Барон — был лордом замка Кока. Апостол, который держал в страхе целый город. В обмен на спокойную жизнь, мэр снабжал барона детьми в качестве пищи. Апостольский облик — гигантская прямоходящая рептилия. Убит Гатсом.
Сэйю — Кан Токумару.
- Граф — был счастливым супругом и любящим отцом, но однажды застал свою жену в центре оргии с еретиками и принёс её в жертву в обмен на избавление от душевной боли. Его единственной слабостью и связью с человечностью, его дочь Терезия. Был серьёзно ранен Гатсом, из-за чего активировал свой бехерит. Рука Бога предложила принести в жертву дочь, но из-за долго размышления попадает в Бездну. Он был в числе Апостолов, атаковавших лесной лагерь Банды Сокола, а позже среди участников Затмения, где Граф разорвал и съел Пиппина. Апостольский облик — огромный слизняк.
- Розина (Rosine) — апостол-эльф со способностью перерождать других людей делая из них своих слуг-эльфов. Была маленькой девочкой которая, увлёкшись сказкой об эльфах, хотела убежать от суровой реальности, и за свою мечту принесла в жертву своих родителей. Погибла от кровопотери, из-за ран, нанесённых Гатсом.
- Император Ганишка — апостол и император Кушанской империи. Несмотря на свою апостольскую сущность, выступает против Гриффита и Руки Бога, мотивируя это своей огромной властью в мире людей и нежеланием её терять. Апостольский облик — туманное облако, мечущее молнии и уязвимое только для магии. Позже переродился с помощью искусственного бехелита и стал Шивой — гигантом невероятных размеров. Погиб во время Великого Рёва Астрального Мира.
- Апостол-яйцо — в прошлом нищий мальчишка, живший в Альбионе. Из-за врождённого уродства окружающие боялись и ненавидели его. В результате он спрятался в норе, в которую позже стали сбрасывать трупы умерших от чумы. Будучи на грани потери рассудка, он встретил ангелов. Принеся в жертву единственное, что у него было — жестокий мир, который он знал, он стал Зародышем Идеального Мира. Апостольская форма — огромный бехелит с паучьими ногами.
- Апостол-пёс — апостол с собачьими повадками. Апостольская форма — огромный бульдог. Обладает чутким обонянием и способен выслеживать носителей Клейма Жертвы на большом расстоянии по запаху. Первый апостол, убитый Гатсом после Затмения.
- Соблазнительница — апостол-женщина. Охотится на мужчин и убивает их во время секса. Именно со сцены между ней и Гатсом начинается манга. Апостольская форма — отвратительное существо с когтистыми лапами и зубастой пастью. Убита Гатсом.

## Рука Бога
- Фемто (яп. フェムト фэмуто) — демоническая форма Гриффита. Появляется в тёмных облегающих доспехах, с подобием кожаных крыльев за спиной. Его шлем напоминает старый шлем Гриффита. Обладает телекинезом, может общаться с душами и искажать пространство, что он и продемонстрировал, после того как перенаправил удар меча Рыцаря-Черепа в Ганишку. Это вызывало цепную реакцию с дважды перевоплощенной формой Ганишки, вызывая Великий Рёв Астрального Мира и объединение физического и астрального миров в единый глобальный промежуток — Фантазию.
Сэйю — Такахиро Сакураи.
- Воид (яп. ボイド боидо) — самый старший в Руке Бога, после прошлых членов. При каждой церемонии жертвоприношения именно он (и никто другой) клеймит жертв. Тело Воида закрыто подобием плаща с большим воротником. У него очень длинные (ниже колен) руки, к тому же на каждой ладони по шесть пальцев. Характерной особенностью Воида является колоссальных размеров мозг, который венчает его голову, словно купол. Часто высказывается на тему фатализма и неотвратимости судьбы. Является Мудрецом из легенды, которого пытали в Башне Возрождения и призвавший ангелов, чтобы покарать королевство Гейзериха и его самого, из-за чего они стали вечными врагами.
Сэйю — Унсё Исидзука, Синдзи Огава.
- Слан (яп. スラン суран) — единственная из Руки Бога женского пола. Обнажённая женщина с чёрными крыльями и длинными волосами, похожие на щупальца. Жестока вплоть до садизма, любит наблюдать за тем, какой эффект жестокость производит на людей. Только она признаёт силу Гатса и считает, что из него вышел бы хороший апостол.
Сэйю — Ацуко Танака, Миюки Савасиро.
- Убик (яп. ユービック ю:бикку) — самый болтливый и жизнерадостный член Руки Бога. Напоминает кальмара с короткими щупальцами и с шрамами вокруг глаз, похожие на оправу очков. Отвечает за воспроизведение прошлого.
Сэйю — Тяфурин.
- Конрад (яп. コンラッド конраддо) — самый скрытный и наименее разговорчивый из Руки Бога. Имеет лысую голову со сморщенным младенческим лицом, руки с постоянно сплетёнными на груди пальцами и тело огромной мокрицы со множеством ног. Отвечает за болезни.

В Руке Бога всегда состоит 5 ангелов, однако со временем, четверо из них, а именно самые старшие погибают или исчезают, потом их места занимают следующие.

## Королевство Мидланд
- Король Мидланда — отец Шарлотты. Воочию убедившись в том, что Банда Сокола практически непобедим на поле боя, стал поддерживать Гриффита, несмотря на неодобрение со стороны знати. После того, как Гриффит провёл ночь с Шарлоттой, впал в ярость и объявил охоту на Банду, а самого Гриффита запереть в башне и пытать. Пытался изнасиловать свою дочь. Боязнь потерять Шарлотту почти довела его до безумия. Скончался от болезни.
Сэйю — Оки Тамио.
- Шарлотта (Charlotte) — девушка, дочь короля Мидланда, влюблена в Гриффита. Когда Гриффит оказался в темнице, она целый год не находила покоя, и в итоге помогала Гатсу и Каске организовать побег. Когда Мидланд был завоёван Кушанской империей, была захвачена в плен и доставлена императору Ганишке. Даже в плену продолжает вспоминать Гриффита и верить в его возвращение. Позже была спасена Гриффитом и присоединилась к новому Отряду Сокола. Официально объявила Гриффита командующим армией Мидланда и своим женихом.
Сэйю — Юри Сиратори.
- Герцог Юлиус — брат Короля Мидланда и наследник трона. Командир Рыцарей Белых Драконов — королевской гвардии. Любовник Королевы Мидланда. По приказу Гриффита был убит Гатсом, так как до этого герцог пытался убить Гриффита отравленной стрелой. Убит Гатсом.
- Адонис — тринадцатилетний сын герцога Юлиуса. По замыслу отца он должен был жениться на принцессе Шарлотте, и позже стать королём. Однако когда Гатс убил Юлиуса , Адонис вошёл в комнату. Из-за тени Гатс не увидел кто это и убил мальчика.
- Королева Мидланда — вторая жена Короля. Мачеха Шарлотты. Стала любовницей Юлиуса, из-за того, что её муж не уделял ей никакого внимания. Организатор заговора с целью убийства Гриффита. Погибла во время пожара вместе с другими заговорщиками.
- Министр Фосс — премьер-министр королевства. Хитроумный интриган. Недовольный возвышением Гриффита, пытался натравить на него Юлиуса. Участник заговора против Гриффита, организованного Королевой, но после шантажа Гриффита предал соучастников. Имеет дочь — Элизу. После вторжения кушан, возглавил Сопротивление в Виндхейме.
- Сэр Лабан — дворянин и военачальник Мидланда, командир Рыцарей Арклоу. Один из немногих дворян, с самого начала поддерживавших Гриффита. Восхищался его талантами, но опасался, что они могут причинить вред королевству, после окончания Великой Войны.
- Сэр Оуэн — дворянин и военачальник Мидланда. Близкий друг Лабана. После вторжения кушан, отправился за помощью в соседние страны, и в отличие от многих бежавших дворян, отстаивал интересы Мидланда.
- Император Гейзерих — вождь одного из племён варваров, которые почти тысячу лет назад покорил весь континент. Гениальный полководец и жестокий воин. Носил устрашающего вида доспехи со шлемом в виде черепа. Исчез во время Затмения, уничтожившего его столицу, о чём можно судить по заклеймённым черепам на дне Башни Возрождения — тюрьмы для особо опасных преступников, которая находится на месте древней столицы. Королевская семья Мидланда является потомками императора.

## Империя Тюдор
- Геннон — губернатор северного региона Империи, барон, комендант крепости Долдрей. Гомосексуалист и педофил. Однажды, будучи нанимателем Отряда Сокола, уговорил Гриффита переспать с ним за очень крупную сумму, и желает повторить этот опыт. Убит Гриффитом.
Сэйю — Сёдзи Оки, Кадзуки Яо.
- Адон Коборлвиц — командир Рыцарей серебряных доспехов, отряда тяжёлой кавалерии Тюдор. По его словам потомок знаменитого рода Коборлвицев, владеющий секретными фамильными техниками (хотя вполне возможно, что это ложь). Хвастлив, труслив, некомпетентен, как командир. Способен на любую подлость, для достижения своих целей. При этом неплохой боец и обладает солидным запасом везения. Имеет брата — Самсона, вице-командира рыцарей «Синих доспехов». Убит Каской. За уничтожение его отряда, Гатс стал известен как «Убийца сотни».
Сэйю — Тэссё Гэнда, Рикия Кояма.
- Босконь — генерал Империи Тюдор, командир «Пурпурных рыцарей-носорогов». Высокий темнокожий здоровяк, сильнейший из генералов Империи. Его рыцари-носороги, долгие годы делали захват крепости Долдрей невозможным, разбивая даже превосходящие армии. Жесток, но не лишён понятий о чести. Из оружия использует топор на длиной рукояти. Убит Гатсом.
Сэйю — Икуя Саваки, Такаюки Суго.

## Кушанская Империя
- Силат (яп. シラット сиратто) — принц Бакирака, клана воинов-рабов. Искусный воин, владеющий искусством каларипаятту. Использует такое экзотическое оружие, как катар, уруми или чакры. Обладает мгновенной реакцией и может моментально адаптироваться к боевой обстановке. Жестокий боец, тем не менее обладающий кодексом чести. Как правило его сопровождает Тапасы — четвёрка телохранителей клана, смертельно опасных противников. Вместе Рикертом, Эрикой и Дайбой сбежал из Фальконии.
Сэйю — Юити Накамура.
- Дайба — верховный маг Кушанской Империи, главнокомандующий армии Пишач. Внешне напоминает йога. Сильный и крайне опасный противник, в совершенстве владеющий кушанской магией. Именно Дайба подарил Ганишке бехерит. Его основные стихии — вода и воздух. После поражения Ганишки скрылся в Фальконии, став уборщиком на конюшне, а затем присоединился к Рикерту, Эрике и Силату в бою с Ракшасом и при бегстве из города.

## Церковь
- Понтифик — глава Церкви. Наместник Бога на Земле. Был выбран кардиналами, как наиболее удовлетворяющий всем противоборствующим группировкам, так как на него мог влиять кто угодно. Во время встречи с Гриффитом признал его, как Сокола Света — святого воина из пророчества, который должен положить конец Эпохе Тьмы.
- Мозгус — епископ церкви, инквизитор. Фанатик, убеждённый, что все его действия направлены на благо, для «заблудших душ». Строго следует Святому Писанию, обеспечивая людям страдания во имя искупления их грехов, но также не щадит и самого себя. Воспитал группу преданных лично ему палачей, каждый из которых был гоним из-за физического уродства, которое, как объяснил сам Мозгус, является свидетельством избранности. После укуса Апостола-Яйца, превращается в псевдо-апостола. Апостольский облик — каменная версия себя с крыльями и покрытый камнем. Убит Гатсом.
Сэйю — Рикия Кояма.
- Ученики Мозгуса — приспешники Мозгуса. Изначально они были изгоями общества, изувеченными и искалеченными, слишком изуродованными, чтобы жить с остальным человечеством, но были взяты на службы Мозгуса в качестве палачей. Они слепо верили, что пытая еретиков, не только служили Богу, и очищали их души. После укуса Апостола-Яйца, превратились в псевдо-апостолов как и Мозгус. Всего, было 6 участников: Ворон, Бес, Ангельское Лицо, Пузырь и Близнецы. Убиты Гатсом и его группой.
- Джером — рыцарь Святых Железных Цепей. Наследник богатого дворянского рода в Ватикане. Был направлен, как и многие дети дворян, в корпус рыцарей Святого Престола, чтобы пересидеть военную службу, подальше от боев. Не любит свою службу, как подчинённых инквизиторов. Влюблён в Луку, проститутку из лагеря беженцев, которую пообещал сделать своей фавориткой по возвращении. Ради неё пошёл на прямое нарушение правил, оказав помощь в освобождении Нины и Каски.
- Священник — безымянный священник из деревни Енох. Истинно верующий, он тем смог пересмотреть свои взгляды, после объяснения Ширке, о природе веры и богов, а также спасения деревни от троллей, он согласился построить небольшое святилище водного духа, покровителя деревни.

## Семейство Вандимион
- Федерико де Вандимион III— текущий глава семейства Вандимион. Отец Фарнезы. Жестокий и безжалостный предприниматель. Обладает огромным богатством и влиянием. Относится ко всем окружающим людям, как к винтикам машин, даже к своим детям. По словам его жены, он трус, который боится всего, что не может контролировать.
- Леди де Вандимион — жена Федерико и мать Фарнезы. Светская львица, завсегдатай балов высшего общества континента. Любит путешествовать. При этом очень проницательна и независима. Приветствовала побег Фарнезы и её путешествие с Гатсом. Невысокого мнения о своём супруге.
- Джорджио де Вандимион — старший сын Федерико. Партнёр банка Вандимионов, и управляющий счётной палатой Святого Престола.
- Полицано де Вандимион — средний сын Федерико. Кардинал, глава секретариата Ватикана. Является наиболее вероятной кандидатурой на роль нового Понтифика.

## Остров Скеллиг
- Дананн, Ханафубуку или Буря Цветов — королева эльфов и правительница Эльфхейма. Именно к ней направляются герои в ходе долгого путешествия, занимающего существенную часть манги, в надежде вернуть Каске разум. Она спокойна, уверена в себе и не склонна к жестокости, так например, когда Пак и Магнифико де Вандимион пытаются узурпировать трон, она насмешливо приговаривает их лишь к общественным работам — помогать домовым в течение дня. Внешне похожа на возлюбленную Рыцаря-черепа. Исчезла после разрушения острова Скеллиг в результате появления Гриффита.
- Гедфринг — великий маг Скеллига. Староста деревни магов, граничащей с королевством Эльфхейм. Знаком с Рыцарем-Черепом ещё ребёнком. Он и его отец Вид, посещали его, ещё будучи Гейзерихом.
- Ханарр — гном-кузнец и создатель доспехов Берсерка.
- Морда — молодая ведьма из Скеллига.

## Прочие персонажи
- Рыцарь-Череп (яп. 髑髏の騎士 докуро но киси) — загадочный всадник, облачённый в доспехи, похожие на человеческий скелет, шлем выглядит как череп. Обладает сверхчеловеческими возможностями и способен на равных биться с Зоддом — одним из самых сильных апостолов. Из трофейных бехелитов создал меч, с помощью которого может разрезать пространство и мгновенно переноситься из одной точки в другую. Может предвидеть будущее. Время от времени неожиданно появляется на пути Гатса и его спутников, чтобы помочь словом или делом, однако мотивы его пока не ясны. Уверен, что ему судьбой предначертано сразить архангела Войда, о чём сказал Зодду во время Затмения. У него были близкие отношения с волшебницей Флорой и он также был обладателем доспеха Берсерка[5]. На острове Скеллиг его хорошо знают маг Гедфринг и гном-кузнец Ханарр. В прошлом был императором Гейзерихом, который пропал много лет назад, но на самом деле, был принесён в жертву ангелам и апостолам Мудрецом во время Затмения, вместе со своим королевством и возлюбленной. Сам выжил благодаря доспехам Берсерка, но позже стал бестелесным духом.
Сэйю — Цутому Исобэ, Акио Оцука.
- Гамбино — приёмный отец Гатса и любовник Сисс. Возглавлял небольшой отряд наёмников, сражавшийся на фронтах Столетней войны и подобравший новорождённого Гатса. Хотя именно Гамбино научил Гатса сражаться на мечах, их отношения сложно назвать сердечными, из-за того, что винил Гатса в неудачах и в смерти своей возлюбленной. В конце концов Гатс, защищая себя, убил приёмного отца и вынужден был бежать из отряда.
- Сисс — приёмная мать Гатса и любовница Гамбино. Она была членом отряда наёмников Гамбино и помогала Гатсу в первые годы его жизни. Считали, что из-за выкидыша сошла с ума. Умерла от чумы.
- Донован — чернокожий наёмник на службе в отряде Гамбино. Был педофилом, это можно понять, когда он изнасиловал Гатса, ещё ребёнком. Убит Гатсом из арбалета.
- Варгас — бывший лекарь на службе Графа. За 7 лет до прибытия Гатса в город Графа Варгас понял, что его господин превратился в демона, и попытался бежать из замка со своей семьёй, но был схвачен. Граф съел всю его семью и искалечил его самого лишив ног и большей части лица, но смог бежать, притворившись мёртвым и прихватив с собой бехерит Графа. Попытался оказать помощь Гатсу в борьбе с Графом, но был пойман и публично обезглавлен. Его призрак был в цепи духов, утащившего Графа в Бездну.
- Зондарк — капитан стражи Графа. Был тяжело ранен при первом столкновении с Гатсом и чтобы вернуть капитана в строй, Граф превратил его в псевдо-апостола, вселив в его тело часть самого себя в качестве паразита. Убит Гатсом.
- Терезия — дочь Графа, невинная и тихая девочка, прожившая почти всю жизнь взаперти в своей комнате. После смерти жены Граф убедил её, что окружающий мир населён злыми еретиками, которые навредят ей, если она покинет свою комнату. После смерти отца и отправкой в Бездну, попыталась покончит с собой, но Гатс отговорил её, из-за чего передумала и поклялась отомстить ему.
- Годо — старый кузнец, живущий в уединённой долине, у заброшенной шахты. Мастер своего дела, он изготовил несколько мечей для Гатса, в том числе и Убийцу Драконов, за который в своё время он был приговорён к смерти. Имеет приёмную дочь — Эрику. Выходил Гатса и Каску, выживших после Затмения. Обучил Рикерта кузнечному мастерству. Умер вскоре после ухода Гатса.
Сэйю — Икуо Нисикава, Такаси Инагаки.
- Эрика — приёмная дочь Годо, жила с ним в его горной хижине до его смерти. Яркая и любознательная. Хорошо разбирается в кузнечном деле. Последовала за Рикертом в Фальконию, но сбежала вместе с ним и кушанами из города.
- Джилл — девочка, что живёт в деревне, которая во время прибытия Гатса и Пака страдала от жестоких нападений эльфов Розины. Была подругой детства Розины. Часто подвергалась насилию со стороны пьяного отца.
- Зепек — отец Джилл, житель деревни близ Мглистой долины. Когда-то служил в армии и в память об этом постоянно носит солдатский шлем. Запойный пьяница. Часто срывал гнев на свою жену и дочь. Несмотря на это, нашёл в себе храбрости выступить проводником для рыцарей Святой железной цепи в экспедиции в Мглистую долину и выстрелил в Гатса из арбалета, считая, что тот угрожает его дочери.
- Чиччи (Chicci) — дух цветка, эльфоподобное создание с которым Гатс встретил в темнице во время Столетней войны, когда он попал в плен к одному виконту и должен был быть убитым его сыном. Выглядит как крошечная девочка с платьем из листьев и волосами-тычинками. Смогла вылечила раны Гатса, а в знак благодарности Гатс попытался вынести цветок Чиччи из темницы к другим цветам за пределами замка, но растение во время боя выпало и было растоптано конем Мартино. Сама Чиччи умерла от избытка сил, когда лечила Гатса.
- Мартино — наемник с которым ненадолго столкнулся Гатс в течение определённого периода времени, прежде чем он присоединился к отряду наемников, сражавшемуся с Бандой Ястраба. Поначалу помогает Гатсу сбежать, дав ключи от наручников, однако не помог ему когда его ранили и сбежал. Вскоре Мартино и другие наемники напал на двор виконта, а вот сам Гатс покинул его, чтобы посадить цветок Чиччи в поле.
- Лука — была предводительницей проституток из лагеря беженцев на руинах Сент-Авалона. Смелая и решительная девушка. Заботится о своих подругах, как старшая сестра. Приютила Каску после её побега от Годо. Возлюбленная Джерома. В настоящее время управляет гостиницей в Фальконии.
Сэйю — Миюки Савасиро.
- Пепе — бывшая проститутка из лагеря беженцев на руинах Сент-Авалона. Из-за подозрений, что Каска ведьма, по ошибке была объявлена еретичкой. Рыцари Святой Железной Цепи схватили её и собирались доставить Мозгусу, но во время пришёл Гатс и спас её. Помогает Луке в гостинице.
- Фуке — бывшая проститутка из лагеря беженцев на руинах Сент-Авалона. Помогает Луке в гостинице.
- Люси — бывшая проститутка из лагеря беженцев на руинах Сент-Авалона. Помогает Луке в гостинице.
- Нина — бывшая проститутка из лагеря беженцев на руинах Сент-Альбиона. Принадлежала культу Козлиной Головы и участвует в оргиях еретиков, куда она попыталась вовлечь и влюблённого в неё Йоахима. Нине удалось выжить в Башне Осуждения благодаря близости к героям и помощи Луки, спрятавшей подругу в бочке. После разрушения башни Нина вновь встретилась с Йоахимом, и они покидают Сент-Альбион вместе.
- Йоахим — беженец в городе Альбионе, который влюбился в проститутку Нину. Она убеждает его сопровождать её на полуночный ритуал языческого культа в пещере недалеко от города. Несмотря на то, что Йоахим обеспокоен оргией, вызванной наркотиками, он желает обратить в свою веру, поскольку он уступил требованиям лидера культа. Но когда он собирается съесть их суп в качестве своего последнего испытания, он обнаруживает, что мясо — это человеческие останки, и в ужасе бежит, осознав, что они каннибалы. Язычники, в том числе и Нина, прогоняют его со скалы в попытке убить, чтобы он не раскрыл их местонахождение. Но он выжил и позже ведёт рыцарей Святой Железной Цепи в пещеры язычников. Он также выживает на Церемонии Воплощения, появляется перед Ниной, чтобы извиниться за то, что сбежал от неё. Она прощает его после чего, они покидают Сент-Альбион вместе.
- Козлиная Голова — псевдо-апостол созданный Апостолом-Яйцом. Один из предводителей еретиков в Сент-Авалоне. До превращения выполнял роль идола культа. Убит Гатсом, замедлив его при помощи бомб а затем отделил его голову от тела одним ударом меча.
- Флора — волшебница леса Священного Древа и наставница Ширке. В прошлом много путешествовала, как целительница, но после распространения учения Церкви, её стали считать ведьмой, и она укрылась в уединении в лесу. Жила в Эльфхейме и была ученицей прошлой королевы, но потом была изгнана по неизвестным причинам. Была близким другом Рыцаря-Черепа. Умерла от избытка сил, чтобы спасти от апостолов ученицу, Гатса и его спутников.
Сэйю — Суми Симамото.
- Дитя-Демон — сын Гатса и Каски, зачатый перед освобождением Гриффита из темницы, но из-за того, что во время Затмения Гриффит изнасиловал Каску уже будучи демоном Фемто, он родился проклятым. Несмотря на это, отгоняет от Каски призраков привлекаемых клеймом и иногда помогает Гатсу. Внешне напоминает младенца с горбом, сильно выступающим вперёд лбом и недоразвитыми конечностями. Был поглощён Апостолом-яйцом и использован Гриффитом как сосуд для нового человеческого тела. Лунный мальчик, встреченный спутниками Гатса является им.
- Лунный мальчик — немой ребёнок, который появляется у Гатса и его группы в полнолуние и исчезает на следующее утро. Обладает способностью достигать и освобождать разум Гатса, когда мечник теряется в доспехах берсерка. Ширке предположила, что он может быть эмиссаром Скеллига, посланный королевой эльфов, но позже это теория была опровергнута. В прошлом являлся Детей-демоном и делит тело с Гриффитом.
- Костобород — был капитаном пиратской команды, с которой Исидро и Мьюл Вольфлейм были вынуждены сражаться, чтобы спасти Ширке и Соню. После Великого Рева Астрального Мира был поглощён Морским Богом и стал продолжением существа.
- Морской Бог — существо, запечатанное на небольшом острове, с которым сталкивается группа Гатса по пути в Скеллиг. Возможно являлась апостолом. Убито Гатсом.
- Зверь тьмы — внутренний демон Гатса, рождённый из его ненависти. Часто является к нему в видениях и пытается уговорить принести в жертву Каску, всех спутников и стать апостолом, чтобы с помощью этой силы убить членов Руки Бога. Выглядит как огромный пёс с большой пастью. Именно его форму принимает доспех, когда Гатс теряет контроль над собой[6].
- Идея Зла — стоящая за Рукой Бога сущность. Представляет собой воплощение всех страданий человечества. По внешнему виду напоминает сердце с глазами. Напрямую управляет судьбой всех людей. Находится на самой глубине астрального мира — бездны. Также является источником Бехелитов.